# 火星轨道

火星的轨道相对于太阳系内其他行星的轨道

火星轨道的半长轴为1.524天文單位（2.28亿公里），偏心率为0.0934。这颗行星绕太阳一圈需要687天，绕太阳一圈的里程为9.55天文单位，平均轨道速度为24公里/秒。